# Ko Shimura
Ko Shimura (født 27. april 1996) er en japansk fodboldspiller, som spiller for den japanske fodboldklub Júbilo Iwata.